# Thesis (album)
Pour les articles homonymes, voir Thesis.
Albums de Jimmy Giuffre
Fusion
(1961) Emphasis, Stuttgart 1961
(1961)
Thesis est un album du trio de Jimmy Giuffre sorti en 1961. C'est un trio sans batterie, composé de Paul Bley au Piano, et  Steve Swallow à la Contrebasse.
À l'origine publié par Verve Records en 1961, il a été ré-édité en 1992 par le label ECM couplé avec Fusion, un autre album du trio également enregistré en 1961.

## Liste des titres
| No | Titre                    | Musique        | Durée |
| -- | ------------------------ | -------------- | ----- |
| 1. | Ictus                    | Carla Bley     | 2:44  |
| 2. | That's True, That's True | Jimmy Giuffre  | 4:41  |
| 3. | Sonic                    | Jimmy Giuffre  | 4:44  |
| 4. | Whirrrr                  | Jimmy Giuffre  | 4:44  |
| 5. | Carla                    | Paul Bley      | 4:35  |
| 6. | Goodbye                  | Gordon Jenkins | 4:56  |
| 7. | Flight                   | Jimmy Giuffre  | 3:21  |
| 8. | The Gamut                | Jimmy Giuffre  | 4:37  |

Pistes supplémentaires sur l'édition ECM de 1992 :
| No  | Titre        | Musique       | Durée |
| --- | ------------ | ------------- | ----- |
| 9.  | Me Too       | Jimmy Giuffre | 5:03  |
| 10. | Temporarily  | Carla Bley    | 6:09  |
| 11. | Herb & Ictus | Jimmy Giuffre | 0:44  |

## Musiciens
- Jimmy Giuffre : clarinette
- Paul Bley : piano
- Steve Swallow : contrebasse